# Vladyslav Didenko
 (juillet 2022).
Pour les articles homonymes, voir Didenko.
Vladyslav Vitaliyovych Didenko (en ukrainien : Владислав Віталійович Діденко) est un joueur ukrainien de volley-ball né le 29 septembre 1992 à Kharkiv. Il joue passeur.

## Palmarès

### Clubs
Coupe d'Ukraine:
- 2017, 2018

Championnat d'Ukraine:
- 2018, 2022
- 2017, 2021

### Équipe nationale
Ligue européenne:
- 2021